# Bundespreis Ecodesign
Mit dem Bundespreis Ecodesign werden Vorreiter auf dem Gebiet des ökologischen Designs ausgezeichnet. Er wurde 2012 vom deutschen Bundesumweltministerium und vom Umweltbundesamt (UBA) ins Leben gerufen und wird vom Internationalen Design Zentrum Berlin organisiert.
Den Initiatoren geht es darum, sowohl in Entwicklung und Produktion als auch im Konsumverhalten Veränderungen zu bewirken, die zu einer Entlastung der Umwelt beitragen.
Der Preis wird in den Kategorien Produkt, Service, Konzept und Nachwuchs verliehen.
Die Preiswürdigkeit der Bewerbungen wird in einem mehrstufigen Verfahren vom UBA, dem Projektbeirat und einer Jury bewertet.
Nach Eigenaussage ist es die „höchste staatliche Auszeichnung für ökologisches Design in Deutschland“.

## Preisträger 2019
Die Preisverleihung fand am 25. November 2019 im Bundesministerium für Umwelt, Naturschutz und nukleare Sicherheit (BMU) statt. Insgesamt wurden zwölf Beiträge in den Kategorien Produkt, Konzept, Service und Nachwuchs ausgezeichnet.

### Kategorie Produkt
- Bananatex® | QWSTION: Bananatex® ist ein technisches Gewebe aus Fasern der Bananenpflanze Abacá.[2]
- VELLO Bike+ | VELLO GmbH: VELLO Bike+ ist ein leichtes Elektro-Faltrad für den urbanen Raum.[2]
- weber.therm circle | Saint-Gobain Weber GmbH: weber.therm circle ist ein vollmineralisches Wärmedämmverbundsystem, dessen Bestandteile nach dem Rückbau sortenrein getrennt und in den Rohstoffkreislauf zurückgeführt werden können.[2]
- Eve Thermo | Eve Systems: Eve Thermo ist ein Heizkörperthermostat, das die Raumtemperatur intelligent an den individuellen Tagesablauf anpasst.[2]
- Wikkelhouse | Wikkelhouse B.V.: Wichtigster Baustoff des Wikkelhouse ist Wellpappe. Sie wird in 24 Schichten um eine Form gewickelt und verklebt. Das Konzept erlaubt es, drei verschiedene Module individuell zu Gebäuden zusammenzustellen.[2]
- WormUp_HOME | WormUp GmbH: WormUp_HOME ist ein in Etagen angeordnete, formschöne Wurmkomposter, der für die urbane Stadtwohnung konzipiert wurde.[2]

### Kategorie Konzept
- WOODSCRAPER | Partner und Partner Architekten: WOODSCRAPER sind zirkuläre und ressourcenpositive Hochhäuser. Ihre modularen Elemente bestehen primär aus nachwachsenden Rohstoffen wie Holz und Stroh.[2]
- Maritime Müllabfuhr – SeeElefant | One Earth – One Ocean e. V.: Das Multi-Purpose-Schiff übernimmt den von Sammelschiffen aus dem Meer geborgenen Kunststoffmüll, um ihn mit der bordeigenen Anlagentechnik aufzubereiten, zu sortieren und zu verarbeiten.[2]

### Kategorie Service
- Donk-EE | Green Moves Rheinland GmbH & Co. KG: Donk-EE ist ein Sharing-System für Elektro-Lastenräder in Köln. Die Miete erfolgt unkompliziert über eine App.[2]

### Kategorie Nachwuchs
- Baker’s Butchery | Lukas Keller, Burg Giebichenstein Kunsthochschule Halle: Das Konzept sieht vor, Mehlwurmfarmen in Bäckereien zu integrieren. Dies würde erlauben, die im Betrieb der Bäckerei anfallende Abwärme und Überproduktion an Nährwerten sinnvoll für die Mehlwurmzucht zu nutzen.[2]

- SOAPBOTTLE | Jonna Breitenhuber, Universität der Künste Berlin: SOAPBOTTLE ist eine Verpackung für flüssige Hygieneprodukte, die aus Seife hergestellt wird.[2]
- urban:eden | Paulina Grebenstein, weißensee kunsthochschule berlin urban:eden bündelt verschiedene Ansätze zum Umgang mit Extremwetterereignissen im städtischen Raum.[2]

## Preisträger 2018
Die Preisverleihung fand am 26. November 2018 im Bundesministerium für Umwelt, Naturschutz und nukleare Sicherheit (BMU) statt. Insgesamt wurden neun Beiträge in den Kategorien Produkt, Konzept, Service und Nachwuchs ausgezeichnet.

### Kategorie Produkt
- Compostella[3] 1 für 4 Papier

Das reine Zellulosepapier bietet viele Anwendungsmöglichkeiten im Haushalt und ist dabei voll kompostierbar.
- Cocccon, Creativity can care[4] Fashion4Biodiversity

Cocccon hat ein natürliches Mittel entwickelt, das ähnliche Ergebnisse wie chemische Fungizide und Pestizide erzielt. Damit wird es möglich, GOTS-zertifizierte Seide herzustellen, ohne den Metamorphose-Prozess der Seidenraupe zu unterbrechen.
- Shift-GmbH Shift6m

Das Shift6m bietet einen modularen Aufbau, leichte Reparierbarkeit und ein Rücknahmesystem für Altgeräte. Damit werden alle Aspekte ökologischer Produktgestaltung berücksichtigt.
- VELOGICAL engineering GmbH[5] VELOSPEEDER

Der Velospeeder ermöglicht es, herkömmliche Fahrräder mit einem elektrischen Antrieb nachzurüsten. So entsteht ressourcenschonend ein vollwertiges E-Bike.

### Kategorie Konzept
- Magnic Innovations GmbH & Co. KG[6] Magnic Microlights

Durch den Einsatz von Neodymmagneten wird es möglich, in einen Fahrradbremsklotz einen Generator und ein LED-Licht zu integrieren. So wird mit wenigen Bauteilen eine sehr effiziente Fahrradbeleuchtung hergestellt.

### Kategorie Service
- Refill Deutschland[7] Refill

Das ehrenamtliche Projekt Refill Deutschland steht für eine sehr einfache und überzeugende Idee: Vermeide den Konsum von Wasser aus Plastikflaschen, indem Du eine mitgebrachte Trinkflasche an vielen Orten kostenlos mit Leitungswasser füllen lassen kannst.

### Kategorie Nachwuchs
- Technische Universität München (Tobias Bahne, Yvonne Cosentino, Ioannis Jyftopoulos, Michael Then): M-Frame

Die Türzarge wird bei M-Frame zur Modulschnittstelle erweitert. Diese kann leicht auch in bestehende Gebäude nachgerüstet werden und bietet viel Flexibilität hinsichtlich der anzubringenden Module, wie zum Beispiel Steckdosen, Türöffner oder Lichtschalter.
- Kunsthochschule Kassel (Lea Schücking): Shards

Ziegel und Glas aus Bauschutt werden für Shards zerkleinert, vermischt und schließlich zu neuen Fliesen gebrannt. Für diesen Prozess, bei dem Fliesen-Unikate entstehen, wird mit wenig Energieaufwand ein neues Produkt aus Abfall erschaffen.
- Universität der Künste Berlin: URBAN TERRAZZO – TFOB / They Feed Off Buildings

Ebenfalls aus Bauschutt wird Urban Terrazzo hergestellt. Die Zuschlagstoffe der Terrazzo-Platten stammen aus abgerissenen Gebäudeteilen und werden zu einem neuen Lebenszyklus verbaut. Damit wird eine Brücke von der Vergangenheit in die Zukunft geschlagen.

## Preisträger 2017
Ausgezeichnet wurde am 27. November 2017 im Bundesumweltministerium in Berlin. Die Preise wurden für innovative Produkte, Dienstleistungen und Konzepte aus den Bereichen Architektur, Produktgestaltung, Mode, Reparatur- und Lebensmitteldienstleistungen vergeben.
- corporate friends®, Kamenz[9]

Der LED-Strahler C1-mini-HC ist für die flexible Beleuchtung von Vitrinen im Museums-, Messe- und Ladenbau konzipiert und lässt sich werkzeuglos ausrichten.
- Miele & Cie. KG, Gütersloh[10]

Die Geschirrspüler G 6000 EcoFlex hat einen Wärmespeicher, welcher zu einer deutlichen Reduktion des Energieverbrauchs beiträgt. Die verwendeten Materialien weisen eine hohe Recyclingfähigkeit auf, Verbundstoffe werden weitestgehend vermieden.
- Natascha von Hirschhausen, Berlin[11]

Die Designerin verwendet für ihre Modekollektion „Natascha von Hirschhausen – Design.Mode.Ethik“ ausschließlich IVN Best und GOTS zertifizierte Materialien, Plastik wird in allen Komponenten vermieden. Die Kleidung wird lokal in Berlin produziert, die Fertigung erfolgt auf Bestellung. So werden Transportwege und Überproduktion vermieden. Besondere Schnitttechniken reduzieren zudem den Verschnitt auf nur ein Prozent.
- kaputt.de GmbH, Berlin[12]

Auf kaputt.de kann nach Selbst- und Fremdreparaturlösungen für defekte Elektrogeräte (derzeit: Smartphones, Kaffeevollautomaten) gesucht werden. Anhand nutzergenerierter Parameter empfiehlt das Online-Vergleichsportal Reparaturvideos und Ersatzteilhändler, lokale Reparateure sowie Alternativen zur Reparatur, wie Secondhand-Kauf, Miete, Verkauf oder Recycling eines Gerätes. Die Reparaturempfehlungen tragen zu einer Verlängerung der Lebens- und Nutzungszeit von Elektrogeräten bei und bieten Alternativen zum Neukauf.
- Too Good To Go GmbH, Berlin[14]

„Too Good To Go“ ist eine App zur Lebensmittelrettung. Sie ermöglicht gastronomischen Betrieben, übrig gebliebene Speisen zu einem vergünstigten Preis an Selbstabholer zu verkaufen. So müssen Restaurants, Cafés, Supermärkte und Hotels Lebensmittel, die noch gut sind, nicht als Food Waste entsorgen. Die App ist mit Stand März 2019 in neun Ländern (Deutschland, Dänemark, Großbritannien, Frankreich, Norwegen, Niederlande, Belgien, Schweiz, Spanien) verfügbar. Inzwischen sind fünf weitere Länder dazugekommen. Anfang 2020 wurde mehr als eine Mahlzeit pro Sekunde vor dem Abfall gerettet. Mit Stand 2020 hat die App mehr als 980.000 Nutzer.
- Ferdinand Ludwig, Daniel Schönle, Stuttgart[18]

Der Ansatz der „Baubotanik“ verknüpft biologische und konstruktive Prinzipien zu einem architektonischen Konzept. Bäume werden mit technischen Konstruktionselementen verbunden. Mit zunehmender Größe und Stabilität der Pflanzen entstehen lebende Bauwerke. Anfangs teilweise notwendige Hilfskonstruktionen können dann zurückgebaut werden.
- Design for Circularity, Ina Budde, Berlin[19]

Die Modekollektion „DfC x JNJ“ bietet das auf Kreislauffähigkeit ausgerichtete Design und das zugrunde liegende EXTENDED CLOSED LOOP Modell. Ziel ist eine bessere Vernetzung innerhalb der Modewirtschaft sowie der Ausbau von Rückgabestrukturen und Angeboten zur Mehrfachnutzung. Jedes Kleidungsstück der Kollektion ist mit einem scanbaren Label versehen, das u. a. die Materialzusammensetzung für Kunden und Recyclingunternehmen sichtbar macht sowie über Leasing- und Rückgabemöglichkeiten informiert.

## Preisträger 2015
Ausgezeichnet wurden am 23. November 2015 unter anderem Produkte und Konzepte zur Förderung der Kreislaufwirtschaft und aus den Bereichen Mode, Mobilität und Logistik sowie Ernährung.
- Engel GmbH, Pfullingen

Die ausgezeichnete Funktionswäsche besteht fast ausschließlich aus Merinowolle und Seide. Auf umweltbelastende Stoffe und Fertigungsverfahren wird verzichtet.
- hinterher.com, München

Ein Fahrradanhänger kann zu einem Handwagen, zum Reisetrolley, zur Sackkarre und zu einem Einkaufshelfer umgewandelt werden. Er soll die Verlagerung des Verkehrs vom Auto auf das Fahrrad unterstützen.
- Max Wesle, Sunlumo Technology GmbH, Perg (Österreich)

Mit einem Solar-Kollektor kann Solarwärme gewonnen werden. Er ist aus Kunststoff gefertigt und könnte durch niedrige Produktionskosten auch für Schwellen- und Entwicklungsländer interessant sein.
- Freitag lab.ag, Zürich

Kleidung und Taschen aus Hanf und Flachs, die in Bezug auf Wasserverbrauch und Transportwege eine besser Ökobilanz aufweisen als Baumwolle.
- Robert Bosch GmbH

Gebrauchte Automobil-Teile werden eingesammelt, aufbereitet und wiedereingesetzt.
- Radbahn U1, Berlin

Ein neun Kilometer langer überdachter Radweg könnte vom Bahnhof Zoo bis zur Warschauer Brücke angelegt werden.
- Burg Giebichenstein Kunsthochschule Halle

Aus Insekten wird eine formbare Masse gemacht, die über einen 3D Food-Drucker zu bekannten Nahrungsmittelformen verarbeitet werden kann.

## Preisträger 2014
- Heller-Leder GmbH & Co. KG, Hehlen

Polsterleder wird mit Olivenblättern nach Standards des Blauen Engel gegerbt. Die Blätter wurden bislang nach der Ernte verbrannt.
- E-Force One AG, Beckenried (Schweiz)

Ein 18-t-Elektro-LKW ist leiser und verbraucht nur 1/3 der Energie konventioneller Diesel-LKW.
- Werner & Mertz GmbH

Transparente Behälter werden zu ca. 40 Prozent aus PET-Kunststoff aus der Grünen-Punkt-Sammlung hergestellt. Das Projekt ist als Open-Innovation-Initiative konzipiert, wodurch sich auch Marktteilnehmer beteiligen können.
- Satisloh GmbH

Bei der Brillenglasherstellung wird ein ökologisch unbedenklicher Klebstoff eingesetzt, um Brillenglasrohlinge mit dem Werkstoffträger zu verbinden. Dadurch können Schwermetalle und seltene Erden vermieden werden.
- Vosla GmbH, Plauen

Eine LED-Glühbirne strahlt im Gegensatz zu Energiesparlampen warmes Licht ab. Sie hält 10-mal länger als die alte Glühbirne und kann in klassischen Leuchten eingesetzt werden, wodurch eine Neuanschaffung entfällt.
- Rheinstoff GmbH & Co. KG, Düsseldorf (Design: Heiko Wunder, Anna Brückmann, Judith Koch von Wunderwerk, Düsseldorf)

Bei der Kleidung wird fast vollständig auf den Einsatz erdölbasierter Rohstoffe wie Polyamid, Polyacryl und Polyester verzichtet.
- Scholz & Volkmer GmbH, Wiesbaden und Berlin für: DB Mobility Networks Logistics (Design: Hieu Phan, Larissa Honsek, Mauricio Franicevich Garcia)

Ein CO2-Kompass soll spielerisch dazu motivieren, durch den Wettbewerb mit andern CO2 einzusparen. Mithilfe von Alltagstipps, z. B. zu Recyclingpapier-Nutzung oder richtigem Heizen, soll der CO2-Bedarf reduziert werden.
- Hellmann Process Management GmbH & Co. KG, Osnabrück

Eine kostenlose App greift auf ein bundesweites Netz von mehr als 15.000 Sammelstellen zur Entsorgung von Elektrogeräte zu und zeigt die nächstgelegene Abgabestelle an.
- StreetScooter GmbH (Design: Nils Poschwatta, Poschwatta Automotive, Meerane und Braunschweig)

Für die Deutsche Post wurde ein in Leichtbauweise konstruiertes Elektro-Nutzfahrzeug entwickelt.
- Essi Johanna Glomb und Rasa Weber von Studio Blond & Bieber, Berlin / Kunsthochschule Berlin-Weißensee

Textildruck, bei dem durch Verzicht auf Lichtechtheit mit Algen als Rohstoff gearbeitet werden kann.
- Ayelet Fishman, Kunsthochschule Berlin-Weißensee

Pakete werden aus Sammelzentren am Stadtrand in Containern auf lokale Lagerräume verteilt. Das Mobilitätssystem umfasst u. a. eine Flotte elektrischer Transporter, die öffentlichen Verkehrsmitteln autonom folgen können.
- Jeongdae Kim, Hochschule für Künste Bremen

Verfahren zum Schutz von durch Erosion bedrohten Lebensräumen. Die dazu eingesetzten kompostierbaren Module werden aus Abfallmaterialen wie Stroh, Dung, Haar und Laub hergestellt und ersetzten Betonsteine, die bisher für Böschungsbefestigungen verwendet werden.
- Johanna Gedeon, Gabriel Brückner, Hochschule für Gestaltung Schwäbisch Gmünd

Ein Tintenstrahldrucker wurde mit dem Ziel technischer und optischer Langlebigkeit konstruiert. Durch austauschbare Komponenten und wenige bewegliche Teile erleichtert er Reparatur und Aufrüstung.

## Preisträger 2013
- Attika Feuer AG, Cham, Schweiz (Design: Global Mind Network GmbH, Kassel, Gerdum Enders)

Ein Kaminofen erreicht mit einer Bi-Metall-Steuerung sehr gute Verbrennungswerte. Luftzufuhr und Umschaltautomatik zur Aktivierung einer Nachverbrennung werden automatisch gesteuert. Der Hersteller garantiert eine lebenslange Ersatzteilversorgung.
- Hilti AG

Ein Hammerbohrer wird, als einziger seiner Art, mittels Kaltumformung hergestellt.
- Cree GmbH, Dornbirn (Österreich)

Mit einem industriell vorgefertigten Holz-Hybrid-Bausystem für Gebäude mit bis zu 30 Stockwerken können bis zu 90 % CO2 eingespart werden. Beton wird dabei nur partiell eingesetzt.
- Siemens AG (Design: BMW Group DesignworksUSA, Tom Allemeier)

Die Metro-Plattform Inspiro ist leicht und umweltverträglich konstruiert.
- Sportsman’s Delight GmbH, Kiel

Wintersportbekleidung aus recycelten bzw. recycelfähigen Materialien.
- Ute Ketelhake

Handgeknüpfte Hochflorteppiche aus Produktions-Resten.
- Ziehl-Abegg SE

Elektroantrieb für Nutzfahrzeuge, der in der Radnabe eingebaut ist und ohne Getriebe und Differential auskommt.
- Solarkiosk GmbH, Berlin (Design: Graft Gesellschaft von Architekten mbH)

Ein Solarkiosk ist eine unabhängige Energiequelle für die ländliche Bevölkerung von Entwicklungsländern. Kunden können am Kiosk ihre Mobiltelefone aufladen, Radio hören, Medikamente kühlen und Solarlampen kaufen, sodass sie keine Kerosinlampen oder Dieselgeneratoren verwenden müssen, um nachts Licht zu haben.
- frog design Europe GmbH

Eine Windturbine produziert Strom, um Laptop, Handy und eine Lampe mit Strom zu versorgen. Der geschwungene Darrieus-Rotor ist so groß wie ein Regenschirm und kann leicht transportiert werden.
- Florian Krampe, Christopher Voss, Universität Stuttgart

Anstatt Energie- und Klimafragen bei der Planung von Gebäuden in einen zweiten Arbeits-Schritt auszugliedern, wird mit einem Entwurfs-Programm eine integrierte Planung angestrebt.
- Sabine Hirsig, Ivan Mele, Lisa Ochsenbein („Meteor Collectif“)

Mit Aufklebern auf den Briefkästen kann den Nachbarn signalisiert werden, welche Dinge ausgeliehen werden können. Nachbarn können so die Dinge, die selten gebraucht, gemeinsam nutzen.
- Esther Bätschmann, ESMOD, Berlin

Kleidung sind aus Cradle-to-Cradle Materialien gefertigt.

## Preisträger 2012
- Alfred Kärcher GmbH & Co. KG

Ein Trockensauger verbraucht 40 % weniger Strom, mehr als 90 % der Materialien sind recycelbar und er ist um 70 % leiser.
- Veränderungsatelier, Berlin

Das Veränderungsatelier „Bis es mir vom Leibe fällt“ repariert und kreiert Kleidung.
- Firetube GmbH, Leipzig

Modularer Kaminofen, dessen Oberflächen mit natürlichen Ölen und wasserlöslichen Lacken behandelt sind. Der Ofen unterbietet die 2. Stufe der BImSchV-Richtlinie.
- Nachbarschaftsauto PCS GmbH, Berlin (Design: Jenny Kapteyn)

Nach dem Prinzip „Nutzen statt Besitzen“ unterstützt die Internetplattform das private Leihen und Verleihen von Autos.
- Still GmbH (Design: Teams Design GmbH)

Dieselstapler, der mit Energierückgewinnung und elektrischer Kraftübertragung arbeitet.
- Wilkhahn Wilkening + Hahne GmbH & Co.KG

Bürostuhl der Rückenschmerzen vorbeugt.
- Wilo SE (Design: Mehnert Corporate Design GmbH & Co. KG, Kurt Mehnert, Jan Eickhoff, Martin Bergner, Julian Witte)

Während normalerweise eine zentrale Umwälzpumpe für Heizwasserdruck sorgt, kommen dezentrale Pumpen zum Einsatz, die jeden Heizkörper separat mit Wärme versorgen. Dadurch werden 20 % weniger Heizenergie und 50 % weniger Strom verbraucht.
- Saint-Gobain Weber GmbH

Der Putz des Wärmedämmverbundsystems ist der einzige mit Blauem Engel und kommt ohne den Einsatz von Bioziden aus.
- COBOC eCycles

Das „eCycle“ ist mit 13,7 kg deutlich leichter als übliche Pedelecs.
- Velux Deutschland GmbH (Design: Technische Universität Darmstadt – Fachbereich Architektur, Fachgebiet Entwerfen und Energieeffizientes Bauen, Architektenbüro Jan Ostermann, Hamburg)

Das Modellprojekt Velux LichtAktiv Haus zeigt, dass sich Energieeffizienz auch in Altbauten verwirklichen lässt.
- Christian Ehni, Timo J. Schillings, Duale Hochschule Baden-Württemberg Ravensburg

Mit dem Konzept soll Strom bei der Internet-Nutzung gespart werden. Lediglich kurzzeitig relevante Daten sollen mit einem Zeitstempel versehen und dadurch unnötige Daten vermieden werden.
- Dane Smith-Horn, Viola Wengler, Vasiliki Corakas, Hochschule für Gestaltung Offenbach am Main

„Best before …“ ist ein doppelwandiger Joghurtbecher aus transparenter PLA-Kunststofffolie, der Haltbarkeit visualisiert, indem der Joghurt in die äußere Hülle gelangt und dadurch eine Deformation verursacht.
- Paul Ketz | ecosign/Akademie für Gestaltung, Köln[31]

Ein Pfandring ist eine Zusatzhalterung für Mülleimer im öffentlichen Raum für Pfandflaschen und Pfanddosen. Passanten können ihr Leergut im Pfandring abstellen und Pfandsammler müssen nicht in die Mülleimer greifen.
- Valentin Schmitt, Lars Nüthen, Bauhaus-Universität Weimar

Pullover werden hauptsächlich aus recycelten Textilfasern hergestellt.

## Projektbeirat
- Sabine Lenk | Deutsche Gesellschaft für Designtheorie und -forschung (DGTF), Berlin
- Anne Farken | BMW Group DesignworksUSA
- Karin-Simone Fuhs | ecosign/Akademie für Gestaltung, Köln
- Dorothea Hess | ecosign/Akademie für Gestaltung, Köln
- Stephan Kabasci | Fraunhofer-Institut für Umwelt-, Sicherheits- und Energietechnik (UMSICHT)
- Hendrik Roch | Fraunhofer-Institut für Umwelt-, Sicherheits- und Energietechnik (UMSICHT)
- Andreas Koop | designgruppe koop, Rückholz
- Stephan Bohle | sustainable natives
- Zane Berzina | GREENLAB an der weißensee kunsthochschule berlin
- Heike Selmer | GREENLAB an der weißensee kunsthochschule berlin
- Susanne Schwarz-Raacke | GREENLAB an der weißensee kunsthochschule berlin
- Lutz Dietzold | Rat für Formgebung
- Thomas Engelke | Verbraucherzentrale Bundesverband (vzbv)
- Torsten Meyer-Bogya | Allianz deutscher Designer (AGD)
- Lars Reimann | Handelsverband Deutschland (HDE), Der Einzelhandel e. V.
- Carola Wandrey | Markenverband e. V.
- Axel Vogelsang | Hochschule Luzern – Design & Kunst
- Ina Budde | circular.fashion
- Bernd Draser | ecosign / Akademie für Gestaltung
- Mareike Gast | Burg Giebichenstein Kunsthochschule Halle
- Sebastian Kraus | Media University of Applied Sciences
- Thomas Hofmann | Hochschule Ulm
- Magdalena Schaffrin | *magdalena schaffrin

Quelle:

## Jury
- Werner Aisslinger, Produktdesigner
- Anna Berkenbusch, Kommunikationsdesignerin, Burg Giebichenstein Kunsthochschule Halle
- Andreas Detzel, IFEU Heidelberg
- Matthias Held, Produktdesigner, Hochschule für Gestaltung Schwäbisch Gmünd
- Bettina Rechenberg, Umweltbundesamt (UBA)
- Günter Horntrich, Designer, ehemals Köln International School of Design
- Claudia Perren, Architektin, Stiftung Bauhaus Dessau
- Rita Schwarzelühr-Sutter, Bundesministerium für Umwelt, Naturschutz, Bau und Reaktorsicherheit (BMUB)
- Friederike von Wedel-Parlow, Modedesignerin, ESMOD Berlin

Quelle:

## Weblink
- Bundespreis Ecodesign